# Сари (одећа)
Сари (хинду) је индијска женска народна ношња. 
Састоји се од великог огртача од памучног платна или свиле у разним бојама. Пребацује се преко главе и омотава око тела. Сари је често уметнички израђен . Сари иако традиционалан , многе жене га носе и данас у свакодневном животу у Индији .